# Lernanthropus kroyeri
Lernanthropus kroyeri är en kräftdjursart som beskrevs av van Beneden 1851. Lernanthropus kroyeri ingår i släktet Lernanthropus och familjen Lernanthropidae. Inga underarter finns listade i Catalogue of Life.

## Bildgalleri

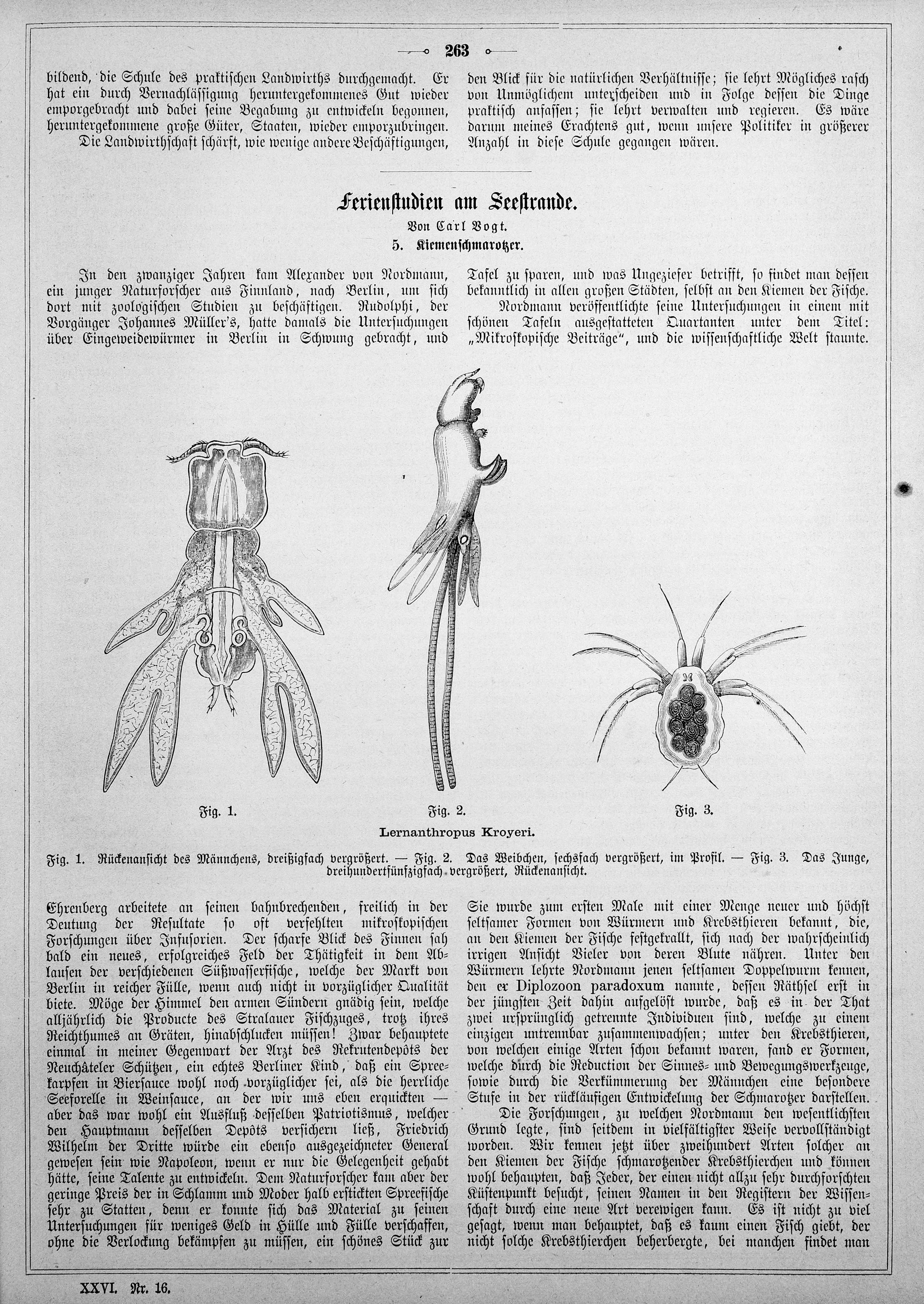
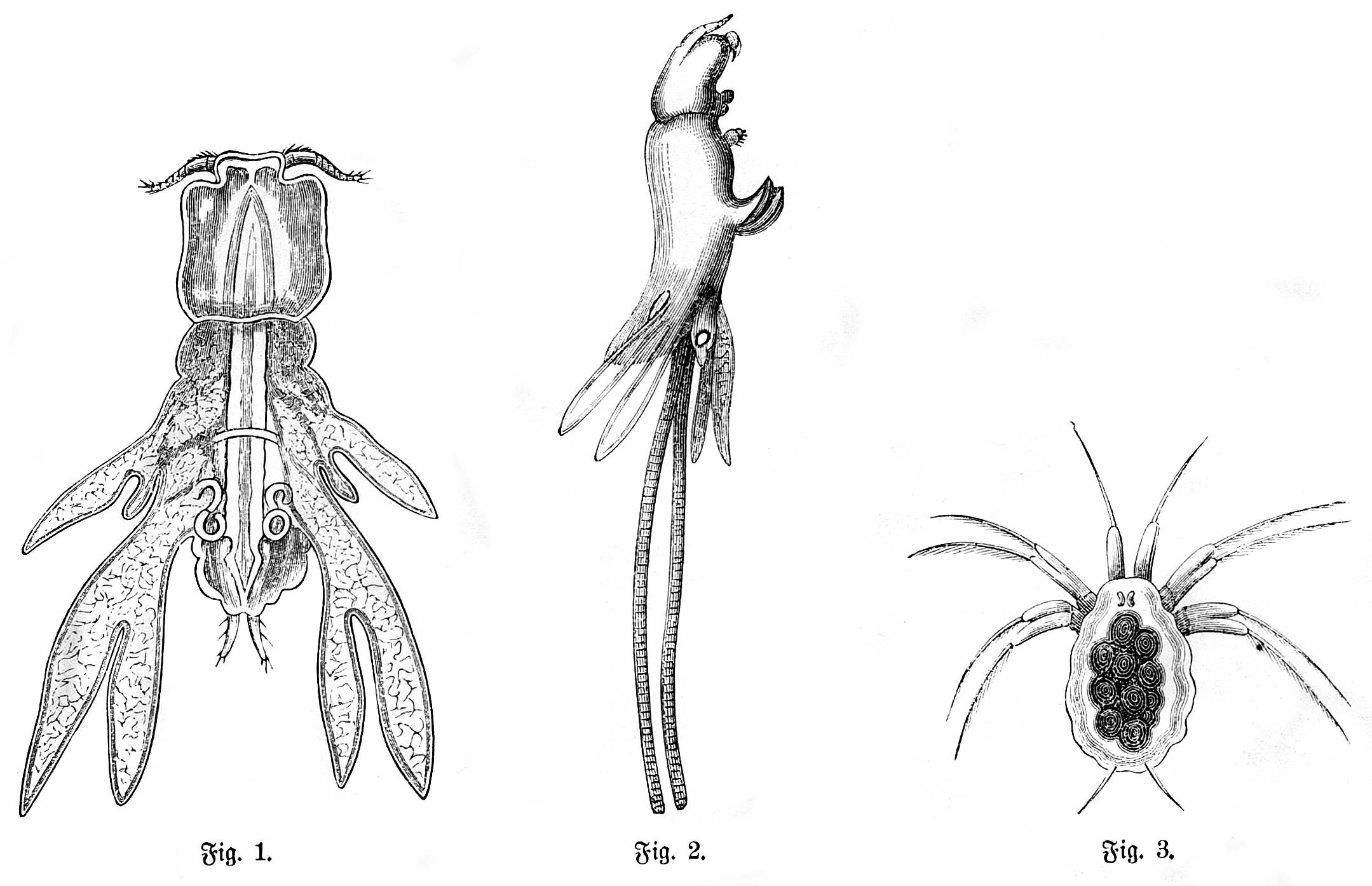